# Elecciones presidenciales de Dahomey de 1970
Las terceras elecciones presidenciales de Dahomey se llevaron a cabo el 28 de marzo de 1970. A pesar de la estrecha victoria de Justin Ahomadégbé-Tomêtin, los desacuerdos políticos entre el norte y el sur del país provocaron la anulación de los resultados, lo que llevó a la creación de un Consejo Presidencial rotatorio de tres miembros (Sorou-Migan Apithy, Hubert Maga y el propio Ahomadégbé-Tomêtin) que duraría hasta el golpe comunista de 1972, el cual instauró la República Popular de Benín. La participación electoral en estas elecciones fue del 56.7%.
No volvería a haber elecciones democráticas en el país hasta 1991.

## Resultados

### General
| Candidato                          | Votos   | %    |
| ---------------------------------- | ------- | ---- |
| Justin Ahomadégbé-Tomêtin          | 200.092 | 36.6 |
| Sorou-Migan Apithy                 | 176.828 | 32.3 |
| Hubert Maga                        | 152.551 | 27.9 |
| Émile Derlin Zinsou                | 17.653  | 3.2  |
| Votos en blanco/anulados           | 18.223  | –    |
| Total                              | 565.347 | 100  |
| Votantes registrados/participación | 997.226 | 56.7 |
| Fuente: Nohlen et al.              |         |      |

### Resultados por provincia
| División    | División   |                    |                    |                    |                    |             |             |                     |                     |
| ----------- | ---------- | ------------------ | ------------------ | ------------------ | ------------------ | ----------- | ----------- | ------------------- | ------------------- |
| División    | División   |                    |                    |                    |                    |             |             |                     |                     |
| División    | División   | Ahomadégbé-Tomêtin | Ahomadégbé-Tomêtin | Sorou-Migan Apithy | Sorou-Migan Apithy | Hubert Maga | Hubert Maga | Émile Derlin Zinsou | Émile Derlin Zinsou |
| División    | División   | Votos              | %                  | Votos              | %                  | Votos       | %           | Votos               | %                   |
| Atakora     | Atakora    | -                  | -                  | -                  | -                  | -           | -           | -                   | -                   |
| Atlantique  | Atlantique | 8.679              | 7.80%              | 92.295             | 82.99%             | 6.129       | 5.51%       | 4.104               | 3.69%               |
| Mono        | Mono       | 31.961             | 52.00%             | 19.725             | 32.09%             | 5.705       | 9.28%       | 4.074               | 6.63%               |
| Ouémé       | Ouémé      | 56.843             | 53.29%             | 38.009             | 35.63%             | 6.100       | 5.72%       | 5.724               | 5.37%               |
| Zou         | Zou        | 99.592             | 73.33%             | 26.511             | 19.52%             | 6.211       | 4.57%       | 3.494               | 2.57%               |
| Borgou      | Borgou     | 3.017              | 2.29%              | 288                | 0.22%              | 128.406     | 97.30%      | 257                 | 0.19%               |
| Fuente: IEC |            |                    |                    |                    |                    |             |             |                     |                     |